# Димитър Димов (футболист)
Вижте пояснителната страница за други личности с името Димитър Димов.
Димитър Димов Пенчев (роден на 13 декември 1937 г.) е български футболист, защитник.
Играл е за Спартак (Пловдив) (1955 – 1967) и Добруджа (1967 – 1969). Има 296 мача и 9 гола в А група (255 мача с 8 гола за Спартак и 41 мача с 1 гол за Добруджа). С отбора на Спартак (Пд) е шампион на България през 1963, вицешампион през 1962 и носител на Купата на Съветската армия през 1958 г. „Майстор на спорта“ от 1959 г. За Спартак (Пд) има 6 мача в евротурнирите (4 мача за КЕШ и 2 мача за купата на УЕФА, тогава „Купа на панаирните градове“).
Между 1959 г. и 1962 г. Димов изиграва 8 мача за националния отбор. Включен е в състава на България за Световното първенство в Чили'62, където взема участие в една среща – на 7 юни 1962 г. при 0:0 срещу Англия.
Бивш треньор на Марица и Асеновец.